# Moissieu-sur-Dolon
Moissieu-sur-Dolon és un municipi francès situat al departament de la Isèra i a la regió d'Alvèrnia-Roine-Alps. L'any 2007 tenia 679 habitants.

## Demografia

### Població
El 2007 la població de fet de Moissieu-sur-Dolon era de 679 persones. Hi havia 254 famílies de les quals 44 eren unipersonals (20 homes vivint sols i 24 dones vivint soles), 95 parelles sense fills, 99 parelles amb fills i 16 famílies monoparentals amb fills.
La població ha evolucionat segons el següent gràfic:
Habitants censats

### Habitatges
El 2007 hi havia 302 habitatges, 257 eren l'habitatge principal de la família, 31 eren segones residències i 14 estaven desocupats. 281 eren cases i 17 eren apartaments. Dels 257 habitatges principals, 209 estaven ocupats pels seus propietaris, 39 estaven llogats i ocupats pels llogaters i 8 estaven cedits a títol gratuït; 5 tenien dues cambres, 21 en tenien tres, 80 en tenien quatre i 151 en tenien cinc o més. 218 habitatges disposaven pel capbaix d'una plaça de pàrquing. A 92 habitatges hi havia un automòbil i a 152 n'hi havia dos o més.

### Piràmide de població
La piràmide de població per edats i sexe el 2009 era:
| Homes | Edats   | Dones |
| ----- | ------- | ----- |
| 0     | 95 o +  | 0     |
| 0     | 90 a 94 | 0     |
| 0     | 85 a 89 | 0     |
| 0     | 80 a 84 | 4     |
| 8     | 75 a 79 | 8     |
| 20    | 70 a 74 | 8     |
| 12    | 65 a 69 | 16    |
| 16    | 60 a 64 | 4     |
| 8     | 55 a 59 | 16    |
| 8     | 50 a 54 | 8     |
| 20    | 45 a 49 | 28    |
| 36    | 40 a 44 | 32    |
| 24    | 35 a 39 | 12    |
| 16    | 30 a 34 | 8     |
| 16    | 25 a 29 | 36    |
| 12    | 20 a 24 | 8     |
| 20    | 15 a 19 | 16    |
| 16    | 10 a 14 | 32    |
| 24    | 5 a 9   | 4     |
| 8     | 0 a 4   | 16    |

## Economia
El 2007 la població en edat de treballar era de 439 persones, 318 eren actives i 121 eren inactives. De les 318 persones actives 297 estaven ocupades (169 homes i 128 dones) i 21 estaven aturades (8 homes i 13 dones). De les 121 persones inactives 47 estaven jubilades, 37 estaven estudiant i 37 estaven classificades com a «altres inactius».

### Ingressos
El 2009 a Moissieu-sur-Dolon hi havia 253 unitats fiscals que integraven 683 persones, la mediana anual d'ingressos fiscals per persona era de 17.785 €.

### Activitats econòmiques
Dels 21 establiments que hi havia el 2007, 3 eren d'empreses extractives, 9 d'empreses de construcció, 2 d'empreses de comerç i reparació d'automòbils, 1 d'una empresa de transport, 2 d'empreses d'hostatgeria i restauració, 1 d'una empresa d'informació i comunicació i 3 d'empreses de serveis.
Dels 6 establiments de servei als particulars que hi havia el 2009, 1 era un paleta, 1 guixaire pintor, 1 lampisteria i 3 electricistes.
L'any 2000 a Moissieu-sur-Dolon hi havia 27 explotacions agrícoles que ocupaven un total de 850 hectàrees.

## Equipaments sanitaris i escolars
El 2009 hi havia una escola elemental.

## Poblacions més properes
El següent diagrama mostra les poblacions més properes.